# Hôtel des Roches Noires
Cet article concerne l'ancien hôtel de Trouville-sur-Mer. Pour le tableau de Claude Monet, voir Hôtel des Roches Noires (Monet).
Pour les articles homonymes, voir Roches Noires.
L'hôtel des Roches Noires est un ancien hôtel de luxe de style Second Empire de 1866, construit sur les plages de la Manche de la station balnéaire de Trouville-sur-Mer, dans le Calvados en Normandie. Surnommé à ses débuts « le roi de la côte normande », le bâtiment est inscrit à l'inventaire supplémentaire des monuments historiques le 11 août 2000, et le hall d'entrée est classé au titre des monuments historiques le 29 mai 2001. Il est réputé pour avoir été lieu de villégiature de Marcel Proust et de Marguerite Duras.

## Historique
Cet hôtel est le second grand hôtel de luxe édifié sur cette partie de la côte normande. Construit par l'architecte Alphonse-Nicolas Crépinet avec, à l'origine, 75 chambres, puis 300 chambres en 1913, et éclairées à l'électricité depuis 1904, il est inauguré le 15 juillet 1866.

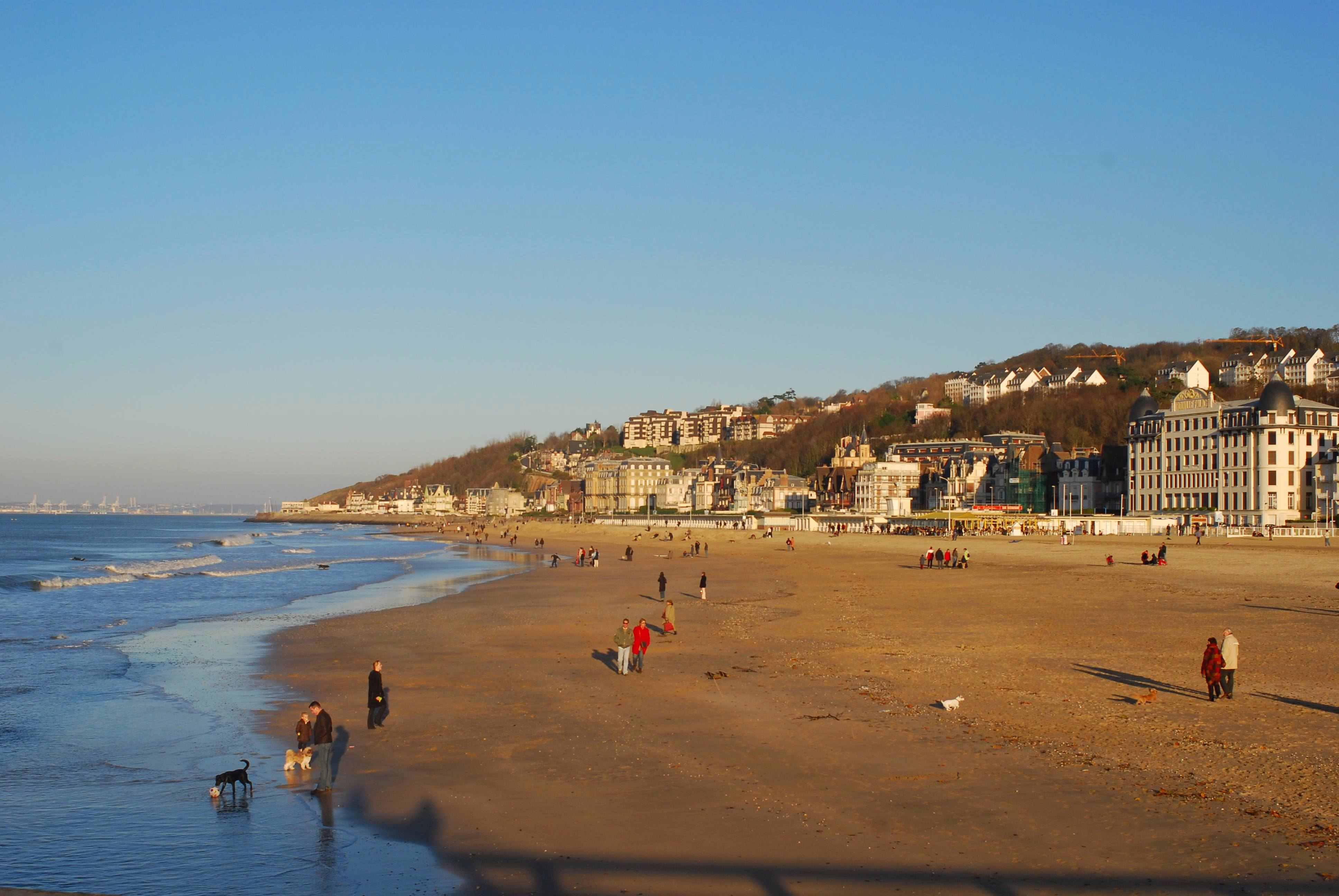
Plage devant l’hôtel.
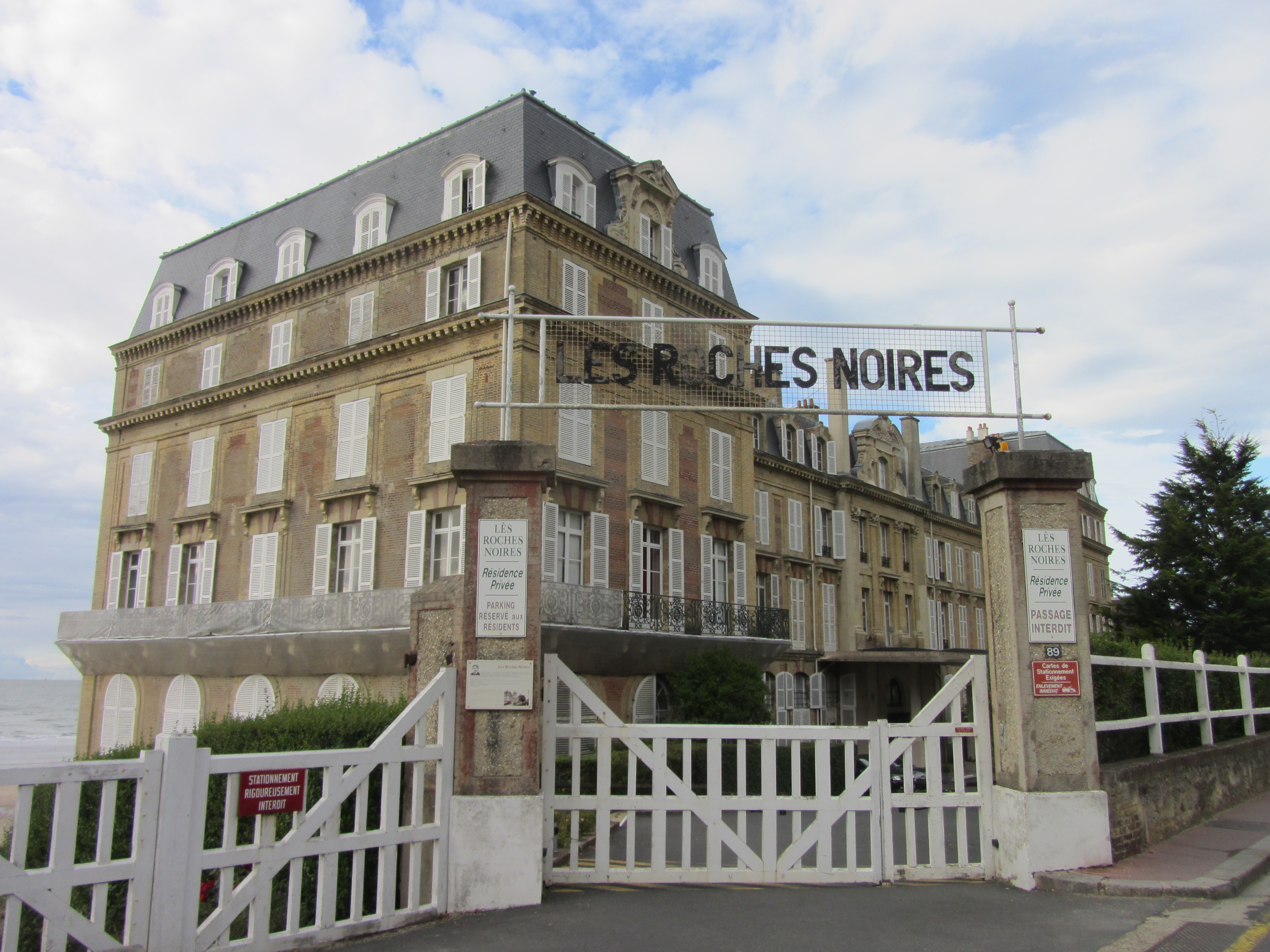
L'hôtel côté rue.
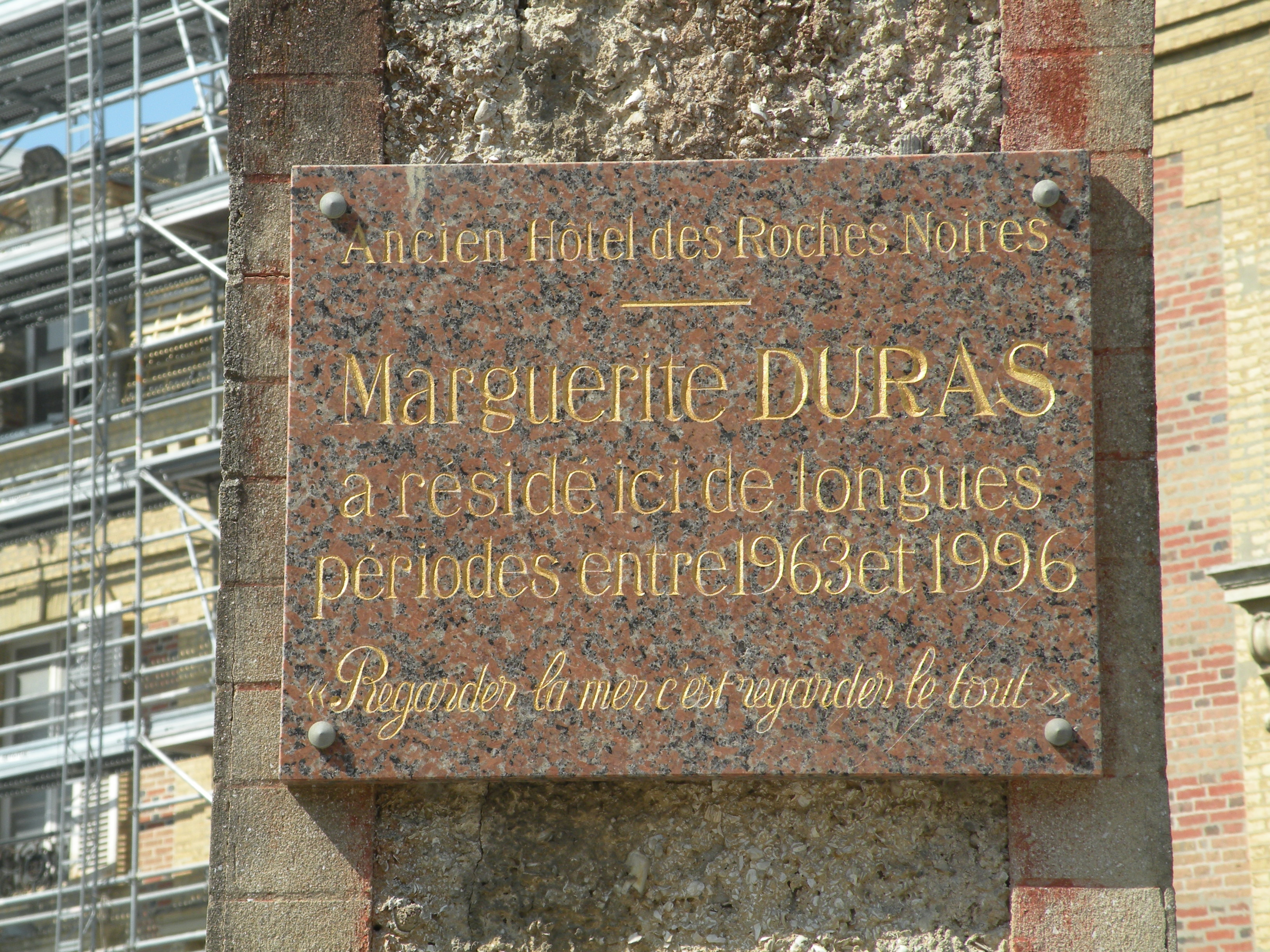
Plaque rendant hommage à Marguerite Duras.

Considéré à l'époque comme le plus pittoresque, le plus original des grands palaces et un des plus modernes et confortables, il devient un des hauts lieux de villégiature à la mode de la haute société occidentale du Second Empire, de la Belle Époque et des années folles. Grands bourgeois et aristocrates français côtoient alors sur la côte normande milliardaires américains, aristocrates russes, industriels allemands ou financiers anglais…  
L'hôtel est mis en vente aux enchères le 3 août 1903.
Il est en partie rénové en 1924 et transformé par l'architecte Robert Mallet-Stevens qui en fait une vitrine de l'art déco français. L'architecte repense entièrement le grand hall d'entrée qui devient un espace aux proportions souveraines, aux lignes sobres avec de larges baies ouvrant sur la mer et soulignées en contre-jour par le graphisme net des huisseries. Le grand hall des Roches Noires est le seul de tous les intérieurs créés par l'architecte de l'entre-deux-guerres qui soit resté intact et n'ait pas été dénaturé ou postérieurement reconstitué. Les murs et piliers ont ainsi conservé leur enduit d'origine, très épais et rugueux, appliqué à grands coups de taloche et qui accroche de façon si singulière la lumière réverbérée depuis la plage. Le bar américain conçu par l'architecte au niveau du rez-de-jardin donnant directement sur la terrasse a disparu après 1945. 
Durant la Seconde Guerre mondiale, il est réquisitionné en 1939 par les forces armées françaises comme hôpital complémentaire, puis il est occupé par l'armée allemande.
L'hôtel cesse son activité en 1949 et est mis en vente sous forme d'appartements privés.

## Artistes et résidents
- Claude Monet (1840-1926) représente l'hôtel en peinture en 1870, intitulant cette peinture Hôtel des Roches Noires. À la veille de la guerre franco-prussienne, le peintre passe l'été 1870 à Trouville et réalise ce tableau impressionniste de l'hôtel qui vient de sortir de terre[4].

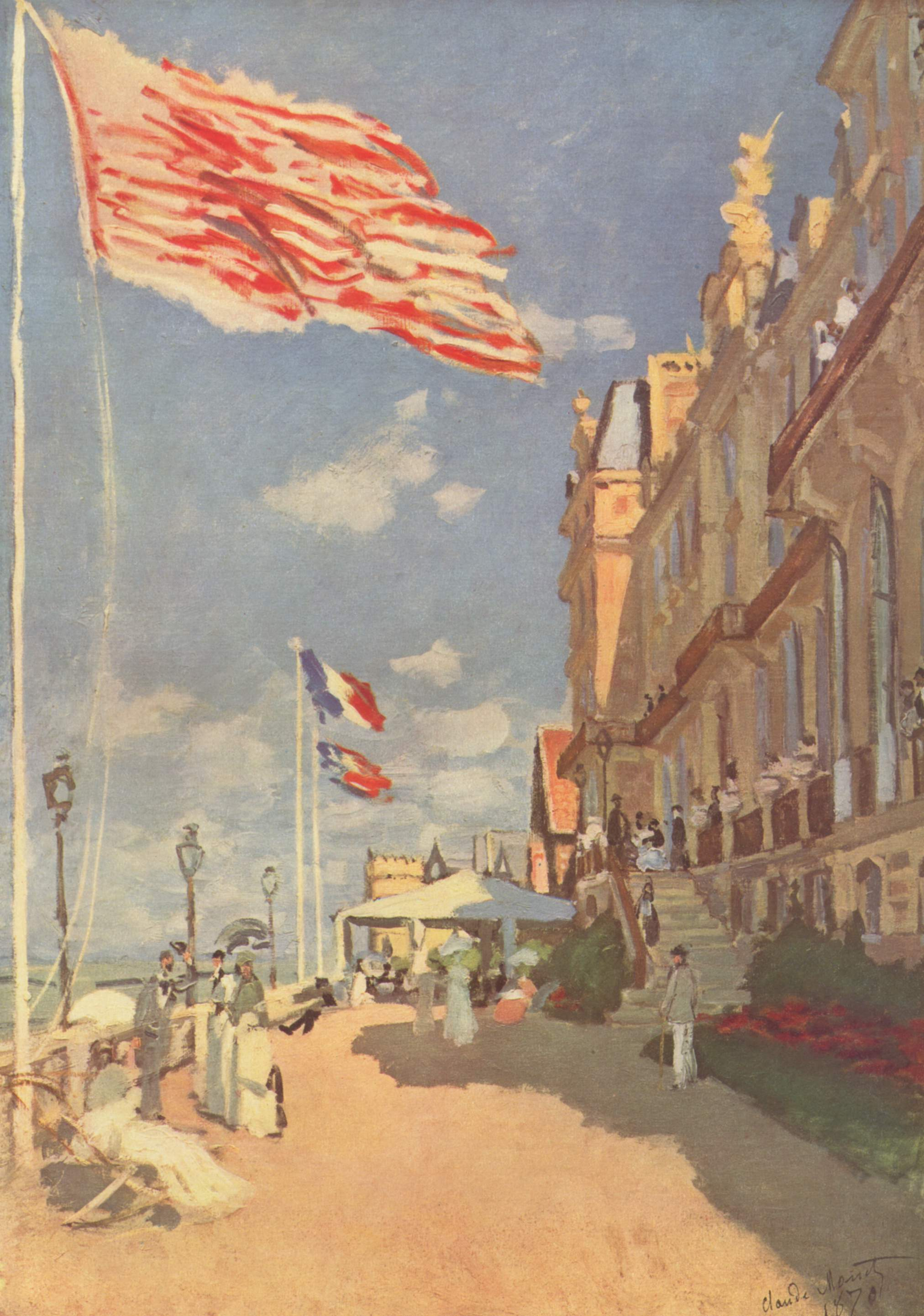
L'Hôtel des Roches Noires, par Claude Monet, 1870.

Le choix du sujet est directement influencé par Eugène Boudin, et ses fameuses représentations balnéaires de la grande bourgeoisie du Second Empire dont l'hôtel des Roches Noires constitue l'épicentre des mondanités. Monet sait aussi que c'est dans cette société qu'il pourrait éventuellement trouver quelque acheteur de ses œuvres. Le peintre ne peut toutefois séjourner dans un des palaces les plus chers d'Europe. Ainsi, chaque soir, après la séance de travail sur le motif, il remballe son matériel et quitte la terrasse face à la plage pour regagner l'hôtel de Tivoli, plus excentré, où il loge modestement avec sa famille. L'œuvre de Monet, devenue une propriété de l'Etat français à la suite d'une donation en 1947, fait partie de la collection permanente du musée d'Orsay depuis l'ouverture de ce musée en 1986.
- Marcel Proust (1871-1922) le fréquente régulièrement de 1880 à 1915. Durant les étés 1893 et 1894, Madame Proust et son fils Marcel occupent l’appartement 110 du premier étage.
- Charles Gir (1883-1941) est l'auteur des trois frises artistiques d'ornement du hall de l'hôtel[7].
- L'actrice Emmanuelle Riva posséda pendant trente ans un appartement au dernier étage des Roches Noires. En recevant en 2012 le prix Marguerite-Duras, la comédienne déclare : « La dernière fois que j'ai vue Marguerite Duras c'était à l'hôtel des Roches Noires. Pour moi, elle était comme une boule de feu avec des douceurs de cendre. »
- Françoise Cadol s'inspire du hall de l'hôtel, où le temps s'est figé, pour sa comédie musicale L'Hôtel des Roches Noires de 2012, jouée au festival d'Avignon en juillet 2013.
- Gustave Flaubert (1821-1880) est âgé de 15 ans lorsqu'il tombe éperdument amoureux sans retour, sur cette plage durant l'été 1836, d'Élisa Schlésinger, alors âgée de 26 ans, qui deviendra l'amour imaginaire fantasmé et l'égérie sentimentale platonique de toute sa vie. Il décrit cette passion dans ses romans Mémoires d'un fou et L'Éducation sentimentale…
- Marguerite Duras (1914-1996), après avoir découvert et être tombée amoureuse passionnée à l'âge de 18 ans de Trouville-sur-Mer, lors d'un séjour de 1932 avec un cousin, acquiert en 1963 l'appartement no 105 (séjour, minuscule cuisine et deux chambres) de l'ancien palace. Elle y passe tous ses étés de 1963 à 1994, jusqu'à sa mort en 1996.

Devenue personnalité locale très accessible et appréciée, elle fait de longues promenades sur la plage de l'hôtel et dîne presque tous les soirs à sa table réservée no 310 de la brasserie Le Central, où elle prend des notes sur sa nappe et aime manger des huîtres (lieux et table encore visités à ce jour par les touristes et admirateurs).
Elle trouve là une source d'inspiration inépuisable pour rédiger son œuvre littéraire et cite régulièrement « Regarder la mer, c'est regarder le tout », « Je ne connais personne qui dès la première visite ne rêve d'y revenir », et « J'aimerais qu'on m'appelle Marguerite Duras de Trouville »… Elle fait référence à ces lieux dans ses œuvres Le Ravissement de Lol V. Stein de 1964, L'Amant de 1984, Emily L. de 1987 et Écrire de 1993.
Elle y pose également le décor de trois de ses films : La Femme du Gange de 1974, India Song de 1975 et Le Camion de 1977. La cinéaste tourne en 1981 dans le grand hall des Roches Noires l'intégralité de l'action du film Agatha et les Lectures illimitées, histoire d'une sœur (Bulle Ogier) et d'un frère (Yann Andréa) qui se retrouvent, des années plus tard, dans un hôtel intemporel au bord de la mer.
Entre 1980 et 1994, la photographe Hélène Bamberger vient régulièrement y réaliser la série de photos Marguerite Duras de Trouville.
Depuis 2001, l'association Marguerite-Duras remet tous les ans le prix Marguerite-Duras à Trouville-sur-Mer.